# Tomodachi Life: Una vita da sogno
Tomodachi Life: Una vita da sogno (トモダチコレクション わくわく生活?, Tomodachi Korekushon wakuwaku seikatsu) è un videogioco simulatore di vita previsto per il 2026, pubblicato da Nintendo per Nintendo Switch. È il terzo capitolo della serie Tomodachi e il primo capitolo dopo oltre dieci anni.

## Modalità di gioco
Il videogioco è ambientato su un'isola tropicale. Il giocatore controlla un'isola abitata da Mii con cui può interagire personalmente o assistere alle interazioni tra loro.

## Sviluppo

### Distribuzione
Tomodachi Life: Una vita da sogno sarà pubblicato per Nintendo Switch nel 2026. La console Nintendo Switch 2 dovrebbe essere retrocompatibile con il videogioco.

## Accoglienza

### Prima della pubblicazione
L'annuncio del videogioco è stato accolto positivamente dal pubblico nipponico, sorpassando di popolarità la presentazione dedicata alla nuova console di Nintendo, prevista per la settimana successiva, in poco tempo.